# Lengua adánica

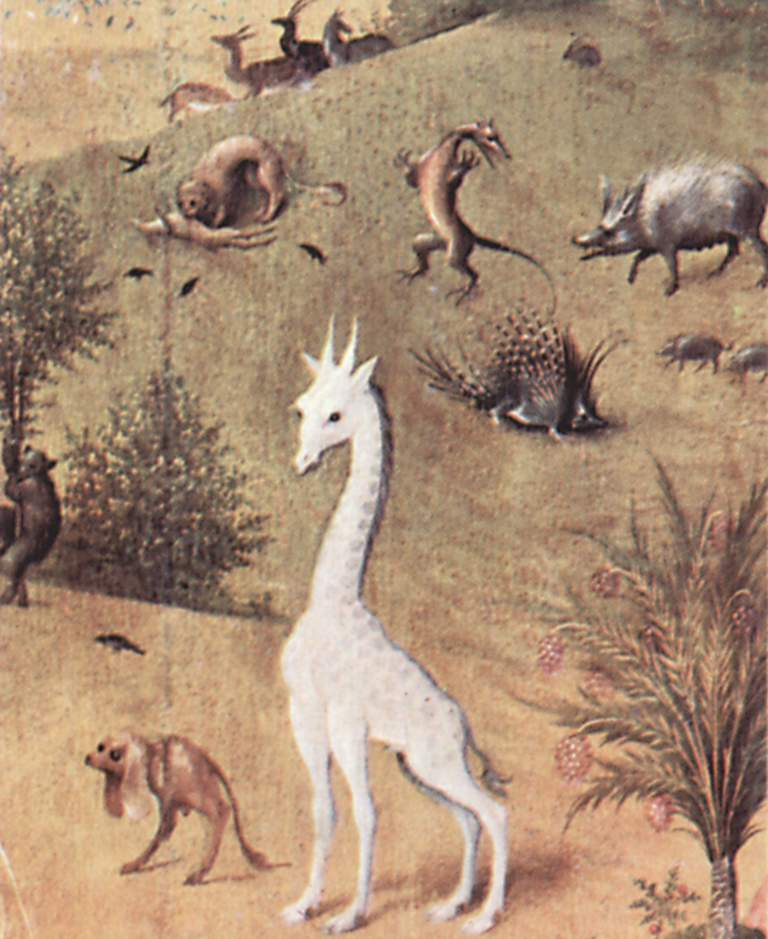
Detalle del Jardín del Edén de El jardín de las delicias de El Bosco

La lengua adánica sería la protolengua hipotética hablada por Adán y Eva, con la que dieron nombres a los animales que el Creador les iba presentando.
La utopía de recuperar esta lengua única hablada por la Humanidad, situación que según la Biblia se perdió al construirse la Torre de Babel, se ha abordado tanto en la Edad Media como en épocas posteriores. En el Medievo, esta búsqueda conllevaría acercarse a concretar un estado divino y posteriormente su investigación se relacionaría con el universalismo y el impulso de la humanidad.

## La lengua adámica
En Estados Unidos, los Miembros de la Iglesia de Jesucristo de los Santos de los Últimos Días han trabajado esta temática considerando que la lengua adámica hablada por Adán y Eva es la que habla Dios; y que por derivación el idioma hebreo contendría palabras «puramente» divinas.

## Umberto Eco
En Europa, el lingüista Umberto Eco ha investigado esta lengua en su libro La búsqueda de la lengua perfecta en la cultura europea. Este trabajo retrospectivo del escritor proponía que la búsqueda de una única lengua hablada por todos los habitantes del planeta ha podido agitar ideologías religiosas y seculares en diversos periodos de la historia europea y forma parte de la identidad europea. 

### Época medieval
Después de un preámbulo citando las principales naciones medievales y el contexto de xenofobia en el que a veces estaban, Umberto Eco asume que las creencias medievales estarían representadas en los textos de Ramon Llull, a quien se le atribuye una teoría numerológica y cabalística relacionada con las ideas de los sabios judíos de al-Ándalus, que asociaría letras a cifras cuya suma se podría relacionar a una pureza relacionada con un origen divino, por ejemplo ROMA y AMOR.

### Época moderna
Tras el renacimiento y paralelamente la creación de imperios coloniales, el latín se iría dejando de emplear como lingua franca y las naciones europeas empezaron a rivalizar para que sus idiomas fueran los más hablados. Entre sus estrategias, muchas veces estaba, el relacionar lenguas con una lengua adánica justificando así su superioridad.